# Atlántida (Uruguay)
Atlántida è un comune dell'Uruguay, situato nel Dipartimento di Canelones.
Fa parte della Costa d'oro.